# Clair Bidez
Clair Bidez (ur. 7 sierpnia 1987 w Vail) – amerykańska snowboardzistka. Nie startowała na igrzyskach olimpijskich. Najlepszy wynik na mistrzostwach świata osiągnęła na mistrzostwach w Arosa, gdzie zajęła 28. miejsce w halfpipe’ie. Najlepsze wyniki w Pucharze Świata osiągnęła w sezonie 2005/2006, kiedy to zajęła 62. miejsce w klasyfikacji generalnej. Jest mistrzynią (2006) i wicemistrzynią (2005) świata juniorów w halfpipe’ie.

## Sukcesy

### Mistrzostwa Świata
| Miejsce | Dzień       | Rok  | Miejscowość | Konkurencja | Zwycięzca     |
| ------- | ----------- | ---- | ----------- | ----------- | ------------- |
| 28.     | 20 stycznia | 2007 | Arosa       | Halfpipe    | Manuela Pesko |

### Puchar Świata

#### Miejsca w klasyfikacji generalnej
- 2004/2005 - -
- 2005/2006 - 62.
- 2007/2008 - 87.
- 2009/2010 - 135.

#### Miejsca na podium
1. Cardrona – 1 września 2007 (Halfpipe) - 3. miejsce